# Peter Gänßler
Peter Gänßler, auch Gänssler zitiert, (* 9. Februar 1937  in Öhringen; † 17. Juni 2015) war ein deutscher Mathematiker, der sich mit Mathematischer Stochastik und Maßtheorie befasste.
Gänßler machte 1956 sein Abitur in Schwäbisch Hall und studierte dann Mathematik, Physik und Chemie an der Universität Heidelberg (sowie ein Jahr in München) mit dem Diplom in Mathematik 1962. Danach war er Assistent von Klaus Krickeberg und Gottfried Köthe. Er wurde 1966 in Heidelberg bei Klaus Krickeberg promoviert (Äquivalenz und Singularität straffer Wahrscheinlichkeitsverteilungen im Raum der Schwartzschen Distributionen) und habilitierte sich 1971 in Köln, wo er bei Johann Pfanzagl war. Die Habilitation war über Kompaktheitskriterien im Raum signierter Maße. Ab 1972 war er ordentlicher Professor in Bochum (nachdem er dort zuvor Lehrstuhlvertreter war) und ab 1978 Professor für Mathematische Stochastik an der Ludwig-Maximilians-Universität München. 2002 wurde er emeritiert.
Er war unter anderem zu Auslandsaufenthalten in Berkeley, Kopenhagen, Princeton, Patras und Seattle. 1984 wurde er Fellow des Institute of Mathematical Statistics und 1977 Mitglied des International Statistical Institute.
Er befasste sich mit empirischen Prozesse und nichtparametrischer Statistik mit Anwendungen in der Schätztheorie (Nichtparametrische Kurvenschätzer, u. a. Schätzer für Dichten und Regressionsfunktionen, M-Schätzer und nichtparametrische Maximum-Likelihood-Schätzer), Anpassungstests (Goodness of fit), Minimum-Distanz-Tests, empirischen Maßen in allgemeinen Stichprobenräumen (Mengen- und Funktionenindizierte Empirische Prozesse, Vapnik-Chervonenkis-Theorie mit Anwendungen u. a. in der Clusteranalyse und im Rahmen des Bootstrapverfahrens), Partialsummenprozessen mit zufälligen Lokationen in allgemeinen Stichprobenräumen, Random measure Prozesse, Differentiationskalkül für Statistische Funktionale und der funktionalen Delta-Methode (von Mises-Methode).
Zu seinen Doktoranden gehörte Winfried Stute (* 1946, Professor in Gießen).
Zu seinen Hobbys gehörten Oper und Malerei.

## Schriften
- Mit Winfried Stute: Wahrscheinlichkeitstheorie. Springer-Verlag, Berlin / Heidelberg / New York 1977, ISBN 3-540-08418-5, doi:10.1007/978-3-642-66749-7.